# دریای اسمیت

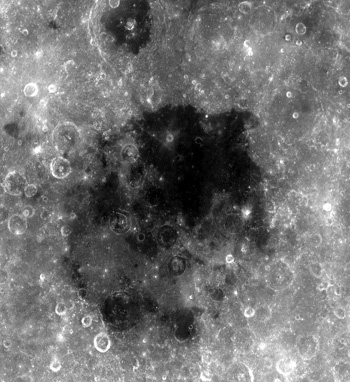
دریای اسمیت.

دریای اسمیت (Mare Smythii) یکی از  یکی از دریاوارهای سطح کره ماه است که در سمت پیدای ماه قرار گرفته‌است.
این دریاوار در راستای استوای ماه و در شرقی‌ترین لبهٔ سمت پیدای ماه جای دارد.
حوضهٔ اسمیت که این دریاوار در آن قرار گرفته مربوط به دور پیشا-شهدی است ولی پدیده‌های پیرامون آن به سامانه شهدی تعلق دارند.
مادهٔ تشکیل‌دهندهٔ این دریاوار که کف آن را پوشانده، یک بازالت پرآلومین است که از بازالت دوره رگباری بالا تشکیل شده که روی آن را بازالت‌های اراتوستنی پوشانده‌اند.
دهانهٔ نپر در شمال این دریاوار قرار گرفته و این دهانه هم‌چنین جزئی از کمربند جنوبی دریای کناره است. کمی دورتر از دریاوار اسمیت دو دهانهٔ برخوردی به نام‌های شوبرت و شوبرت بی. واقع شده‌اند. دهانه دیگری که در لبه جنوبی دریاوار اسمیت دیده می‌شود و با مادهٔ تیره‌رنگ دریاواری پوشیده شده دهانه کستنر است.
دریای اسمیت نام خود را از ستاره‌شناسی بریتانیایی سدهٔ نوزدهم، ویلیام هنری اسمیت گرفته‌است.